# بو دیدلی
بُو دیدلی (انگلیسی: Bo Diddley; ۳۰ دسامبر ۱۹۲۸ – ۲ ژوئن ۲۰۰۸) خواننده، گیتارنواز، ترانه‌پرداز، موسیقی‌دان و تهیه‌کننده موسیقی اهل ایالات متحده آمریکا بود که بین سال‌های ۱۹۴۳ تا ۲۰۰۷ میلادی فعالیت می‌کرد. او نقش بسزایی در گذار موسیقی از بلوز به راک اند رول ایفا کرد و بر هنرمندان و گروه‌های بسیاری همچون الویس پرسلی، بیتلز، رولینگ استونز و کلش تأثیر گذاشت.
از فیلم‌ها یا برنامه‌های تلویزیونی که در آن نقش داشته می‌توان به اماکن تجاری اشاره کرد.